# Fuerzas de Defensa Civil
Las Fuerzas de Defensa Civil o CDF fueron una organización paramilitar que luchó en la guerra civil de Sierra Leona (1991-2002). Apoyaron el gobierno electo de Ahmad Tejan Kabbah contra los grupos rebeldes del RUF (Frente Revolucionario Unido) y el AFRC (Consejo revolucionario de las fuerzas armadas). Gran parte de la CDF fue conformada por el grupo Kamajors, que es una etnia mayoritaria en Sierra Leona. Los Kamajors creen en la magia y la utilizan para defenderse, a través de rituales ellos creen que pueden crear piel a prueba de balas. Tres líderes de la CDF han sido acusados en el tribunal especial para Sierra Leona por crímenes de guerra.

## Historia
El término "Fuerzas de Defensa Civil" fue acuñado entre 1997 y 1998 por sierraleoneses en Monrovia. El CDF había incluido a milicianos del Tamaboro Kuranko. El objetivo del título primordialmente era para crear un sentido de unidad y prerrogativas entre las milicias independientes. El grupo étnico más grande que trabajaba con el CDF fue el kamajoisia. La identidad de los kamajors es sinónima de protección y un significado similar cuando las milicias de defensa se movilizaron después del  fracaso del gobierno de Sierra Leona para derrotar a las fuerzas rebeldes (Frente Revolucionario Unido). Las milicias se consolidaron gracias a civiles que llegaron a desconfiar de los militares, que vieron como los militares llegaron a ser tan peligrosos como los grupos rebeldes. Pronto cayeron bajo la influencia y la dirección del académico doctor Alpha Lavalie, del Consejo de Gobierno Provisional nacional y el Secretario de estado, el teniente Tom Nyuma. La CDF aumentó su protagonismo e influencia después de las elecciones del partido popular de Sierra Leona en 1996, que se compone en gran parte por los miembros de Mende. Sam Hinga Norman, el jefe regente de Jiama-Bongor cacicazgo, se convirtió en una figura clave en el movimiento de kamajor y fue designado como viceministro de SLPP de defensa. La CDF fue ampliamente vista como la fuerza de seguridad de facto para el SLPP y entraría en conflicto directo con los militares después de derrocar a los militares del gobierno SLPP en mayo de 1997. En coordinación con Nigeria y la Unión Africana, la CDF fue capaz de restablecer al SLPP al poder en marzo de 1998 y se constituirá oficialmente hasta la guerra civil donde se declaró oficialmente en enero de 2002.

## Atrocidades
El CDF está acusada de violaciones de los derechos humanos y atrocidades durante la guerra civil de Sierra Leona. Durante la guerra, ellos luchaban junto a las tropas de la ECOMOG de origen nigeriano, 

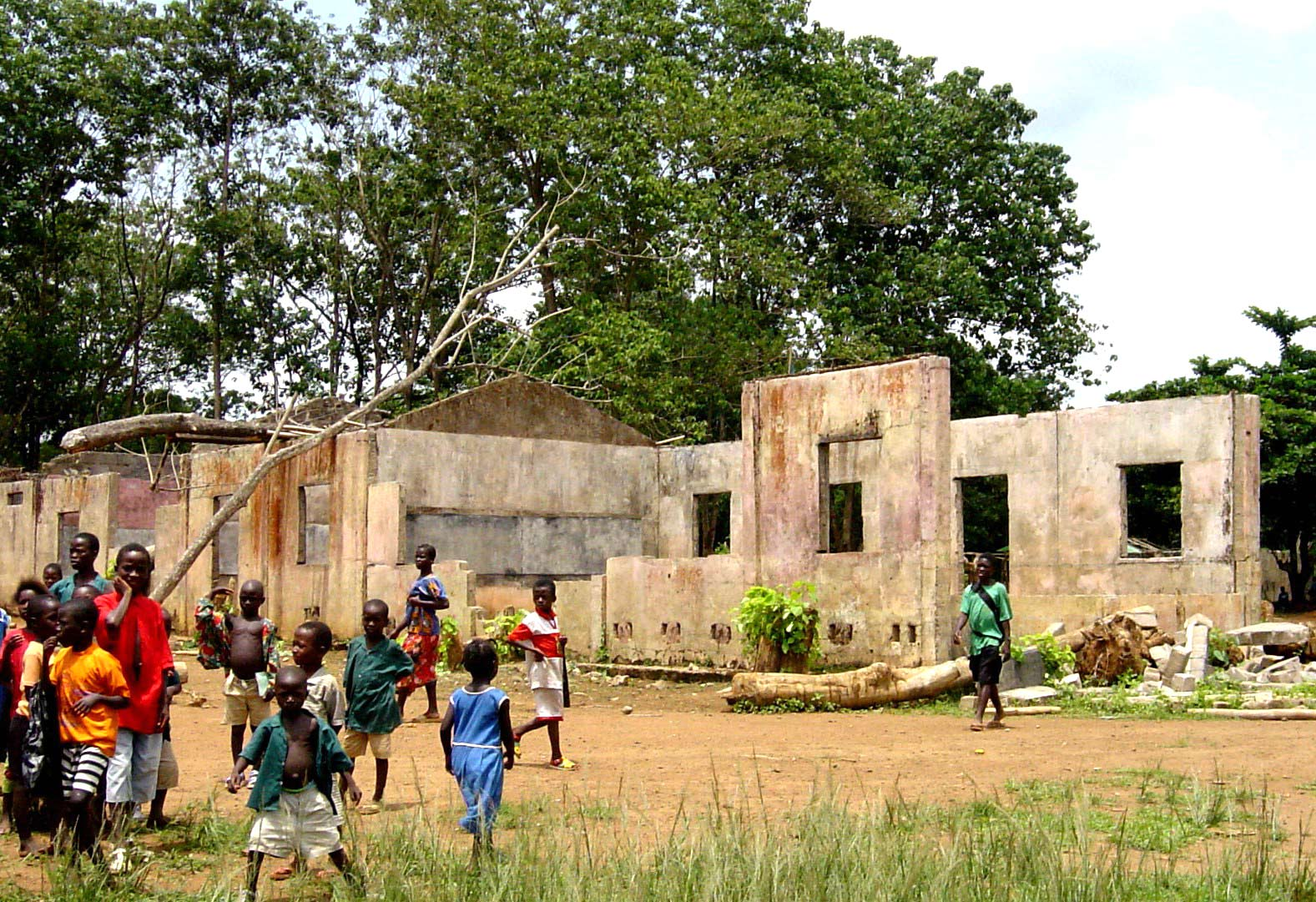
Escuela destruida por el CDF

 El CDF fue cómplice o directamente responsable de muchos de los acontecimientos de violencia en Sierra Leona. En la ofensiva de enero de 1999 la CDF fue acusada de cometer más de 180 ejecuciones de miembros del FRU que fueron capturados y que no pudieron validar su culpabilidad. Además, alrededor de las ciudades de Bradford y Moyamba, miembros de los Kamajors que se presentaron como rebeldes lanzaron varios ataques contra la población civil que incluyó el robo y el asesinato indiscriminado. También ha habido innumerables relatos de abusos de la CDF sobre los niños, así como el adoctrinamiento y la subordinación forzada de niños soldados.